# Smolník
Smolník (deutsch Schmöllnitz, ungarisch Szomolnok) ist eine Gemeinde in der Ostslowakei in der historischen Region Zips, die von deutschen Siedlern gegründet wurde. Sie liegt im Tal des gleichnamigen Flusses, im Gebirge Volovské vrchy, etwa 24 km von Rožňava, 27 km von Gelnica und 50 km von Košice entfernt.
Der Name des Dorfes stammt vom deutschen Wort schmelzen, da es im Tal Schmelzhütten gab, früher in Dialekt schmöllzen – Schmöllnitz – später Slowakisch Smolník via Lautschrift. Der heutige Name Smolník entstand als phonetische Transkription des deutschen Namens.

## Geschichte

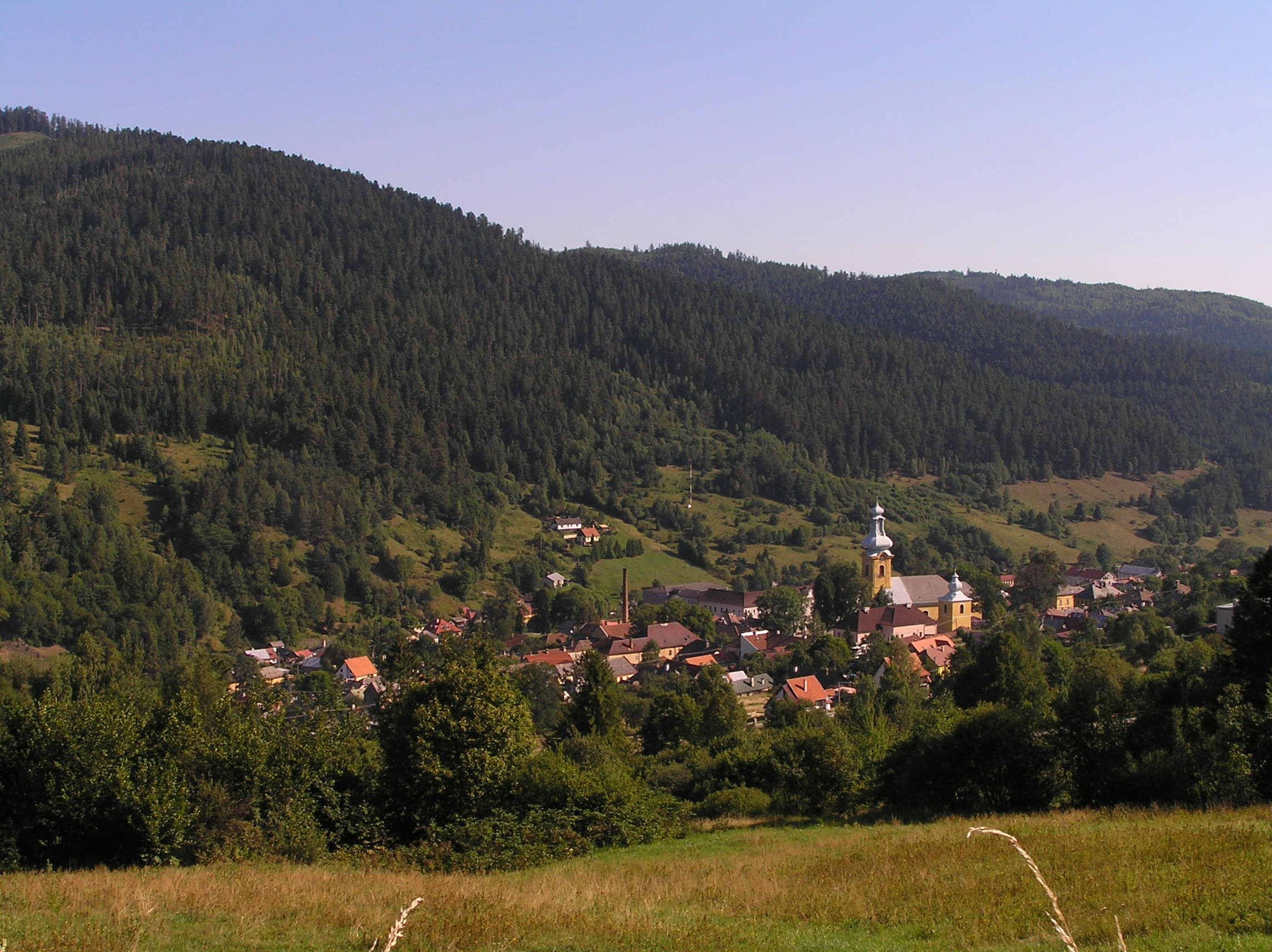
Blick auf den Ort

Die ersten schriftlichen Nachweise der Besiedelung der Ufer des Schmöllnitzer Baches durch deutsche Bergleute stammen aus dem 13. Jahrhundert (1225). Das Gebiet gehörte zur Bergstadt Göllnitz. Schon 1287 sind entlang des Schmöllnitzer Baches Werkräume zur Reinigung von Eisen. Schon kurz darauf, 1327, wird die Siedlung als Schmöllnitz nach Vorbild der Stadt Schemnitz zur Königlichen Freistadt erhoben. Die Bergleute förderten vor allem Gold, Silber, Kupfer und später Eisenerz und Pyrit. Wirtschaftlich konnte Schmöllnitz im Laufe des 15. Jahrhunderts die ältere Bergstadt Göllnitz überholen, wodurch die Stadt eine führende Rolle in der Region einnahm. Ab dem 16. und 17. Jahrhundert litt die Stadt an den zahlreichen Konflikten in Ungarn sowie Pestepidemien, womit ein langanhaltender Niedergang einher ging.
Die deutsche Bevölkerung des Ortes wurde 1944/1945 im Rahmen der Vertreibung der Deutschen aus der Tschechoslowakei wie der Großteil der Zipser Sachsen vertrieben.
Von 1884 bis 1965 war der Ort Endpunkt der Göllnitztalbahn von Margecany.